# フェンス (映画)
『フェンス』（Fences）は、2016年にアメリカ合衆国で公開されたドラマ映画である。監督と主演はデンゼル・ワシントンが務めた。なお、本作の原作は1983年にオーガスト・ウィルソンが発表した戯曲『Fences』である。
後述のように、本作は極めて高い評価を得ており、第89回アカデミー賞では作品賞を含む4部門にノミネートされ、ヴィオラ・デイヴィスが助演女優賞を受賞した。
日本では劇場公開されずにソフトスルーとなった。日本ではアカデミー賞にノミネートされても劇場公開されなかったり、逆に受賞をきっかけに公開が実現した作品は過去に前例があるが、本作では受賞したにもかかわらず劇場公開が見送られた稀な事態となった。

## ストーリー
舞台は1950年代のピッツバーグ。長らく疎遠だった息子、ライオンズがトロイの元を訪れ借金を願い出てきた。正業に就こうとせず、ミュージシャンになる夢を追いかける息子に嫌悪感を抱いていたトロイは憤激し、金を貸すことどころか、バーでの演奏を聴きに行くことも拒絶した。その後、妻のローズから「息子のコリーが大学のフットボールチームにスカウトされている」と知らされるが、トロイは息子がNFLの選手になることはないと思っていた。そう思ったのは自分が野球選手として活躍できなかったという無念からだけではない。トロイはNFLにも人種差別が根強く残っていると思っていたのである。コリーに「もしも大学のリクルーターが俺たちの家にやってきたなら、俺は入部同意書にサインしない」と言放ったトロイは苦悩を抱えていた。コリーに自分のような惨めな体験をさせたくないという思いと、息子が父親である自分を乗り越えていくことへの嫉妬に苦悩していたのである。
ローズはトロイに自宅の周りにフェンスを立てて欲しいと頼んだ。フットボールの練習に夢中になる余り、家事を疎かにしたコリーへの罰として、トロイはフェンス作りを手伝うように命じた。フットボール選手になるという夢を追いかけるコリーと夢を追う息子を心配するトロイの溝は深まるばかりであった。コリーがアルバイトをしていないことが発覚したときも、トロイは息子の言い分も聞かぬままに説教してしまった。実は、コリーのアルバイトはシーズンオフの時にだけ出勤するものであったのに。
文字が読めず、運転免許証も保有していないトロイではあったが、昇進の結果、ゴミ収集トラックの運転を任されることになった。図らずも、トロイはピッツバーグ初の黒人トラック運転手となったのである。その直後、ボノはトロイが地元のバーで働くアルベルタと浮気していることに気がつき、「必ずしっぺ返しが来るから、関係を終わらせろ」と警告した。ところが、トロイが転属になったために、ボノはトロイと疎遠になっていくのだった。その後、またしてもコリーがアルバイトをサボっていると知ったトロイは、フットボールチームのコーチに息子を追い出すよう強く迫った。さらに、スカウトが自宅にやってくることも拒否した。激怒したコリーは父親にヘルメットを投げつけた。それに対しトロイは「お前が俺を攻撃して良いのは3回までだ。これはその1回目だ。」というだけであった。家族関係がぎくしゃくしていく中、トロイは弟のガブリエルが騒動を起こして警察のご厄介になったことを知る。弟を引き取りに行ったトロイだったが、うっかり弟の年金の半分を精神病院に寄付するという同意書にサインしてしまった。その結果、ガブリエルは施設で暮らさざるを得なくなった。
アルベルタの妊娠を知ったトロイは、不倫を家族に隠し通すことが不可能になったと確信した。正直に自らの不貞行為を告白したトロイだったが、それを家族がすんなり受け入れるはずもなかった。

## キャスト
トロイ・マクソン
演 - デンゼル・ワシントン、日本語吹替 - 大塚明夫
若い頃に家を出て以来、強盗として生計を立てていたが、殺人を犯してしまったために刑務所に入ることになった。そこで後に親友となるジムと出会い、自身に野球の才能があると気がついた。そこで、彼はニグロリーグでプロ選手として働くことになるが、メジャーリーグ入りは叶わなかった。それが原因なのかは不明だが、公民権運動が盛り上がっていく時代に生きていたにも拘わらず、トロイは自分が黒人であるが故に死ぬ日が来ると確信していた。
重度の肺炎を患ったときに、枕頭に現れた死神を殴り合いの末に組み伏せたが、負けた死神はトロイとの再戦を望んだという。
現在、ジムと一緒にごみ収集作業員として生計を立てている。また、弟の見舞金で一族が住むための家を購入した。
ローズ・リー・マクソン
演 - ヴィオラ・デイヴィス、日本語吹替 - 上村典子
トロイの妻。
ジム・ボノ
演 - スティーヴン・ヘンダーソン、日本語吹替 - 楠見尚己
トロイの親友。
コーリー・マクソン
演 - ジョヴァン・アデポ、日本語吹替 - 逢笠恵祐
ローズとトロイの息子。
ライオンズ・マクソン
演 - ラッセル・ホーンズビー、日本語吹替 - 斉藤次郎
トロイの息子だが、母親はローズではない。
ガブリエル・マクソン
演 - ミケルティ・ウィリアムソン、日本語吹替 - 遠藤純一
トロイの弟。第二次世界大戦に従軍したときに負った頭部の傷が原因で精神を病んでしまったため、政府から3000ドルの見舞金を受け取った。トロイと同居していた時期もあったが、現在は一人暮らしをしている。また、近所の子供たちから受ける嫌がらせに頭を抱えている。
レイネル・マクソン
演 - サナイヤ・シドニー
トロイとアルベルタの娘。

## 製作
本作以前にも『Fences』の映画化の計画は何回か持ち上がっていたが、原作者のオーガスト・ウィルソンが黒人監督の起用を条件にしていたため、計画は頓挫し続けていた。2013年、『エンパイア』のインタビューで、デンゼル・ワシントンが『Fences』の監督と主演を務めたいという意向を明らかにした。なお、2010年に、ワシントンはブロードウェイで『Fences』の主演を務めたことがある。その興行にはスコット・ルーディンもプロデューサーとして参加していた。
2016年1月28日、スコット・ルーディン、デンゼル・ワシントン、トッド・ブラックの3名が『Fences』の映画化に正式に着手したと報道された。ローズ役には2010年の興行でも同役を演じたヴィオラ・デイヴィスが起用されることになった。2005年にウィルソンが他界したため、戯曲の脚色はトニー・クシュナーが担当することになった。なお、クレジットに「脚本家」として名前が載ったのはウィルソンだけであった。ただ、クシュナーは副プロデューサーとしてはクレジットされている。ワシントンはウィルソンの原作に忠実な演出を心がけており、「この映画の肝は脚本とウィルソンが紡いだ言葉にあります。」「脚本にあるウィルソンの言葉から導けること以外の行動をしないで下さい。何をするにしても、貴方たちがやるべきことを教えてくれるのはウィルソンの言葉です。私たちが守らなければいけないのはこれだけです。」と製作スタッフに語っていたという。
2016年4月4日、ジョヴァン・アデポ、ラッセル・ホーンズビー、ミケルティ・ウィリアムソン、スティーヴン・ヘンダーソン、サナイヤ・シドニーが本作に出演するとの報道があった。なお、この5人のうちシドニーを除く4人は、2010年のブロードウェイ興行で同じ役を演じている。同月25日、本作の主要撮影がピッツバーグで始まり、6月14日に終了した。ポスト・プロダクション作業が終わったのは11月中旬のことであった。

## 興行収入
2016年12月16日、本作は全米4館で限定公開され、12万8000ドルを稼ぎ出した。25日には全米2233館に拡大公開され、1951万ドルを稼ぎ出し、全米興行収入ランキング7位となった。

## 騒動
2017年1月上旬、アカデミー賞をはじめとする賞レースに投票権を持つ人々に送付したスクリーナーがネット上に流出する事態が起きた。

## 評価
本作は批評家から絶賛された。映画批評集積サイトのRotten Tomatoesには192件のレビューがあり、批評家支持率は93%、平均点は10点満点で7.8点となっている。サイト側による批評家の見解の要約は「ブロードウェイで上演したときと同じ俳優陣を揃えたことから脚色に至るまで、強固に作り上げられた『フェンス』はピューリッツァー賞を受賞した原作を変質させることなく、見事に映画化して見せた。」となっている。また、Metacriticには48件のレビューがあり、加重平均値は79/100となっている。なお、本作のシネマスコアはA-となっている。
『ボストン・グローブ』のタイ・バールは4つ星評価で3星半を本作に与え、「『フェンス』は常識を覆すような作品ではない。しかし、芸能界の巨人2人の演技とどこまでも深いドラマは、その欠点を十分埋め合わせてくれる」と評している。